# The Deuce
Pour les articles homonymes, voir Deuce.
The Deuce, ou La 42e au Québec, est une série télévisée américaine en 25 épisodes d'environ 59 minutes créée et écrite par l'auteur et ancien journaliste David Simon et son collaborateur George Pelecanos, et diffusée entre le 10 septembre 2017 et le 28 octobre 2019 sur HBO et en simultané sur HBO Canada.
La série a pour thème principal la légalisation et l'ascension de l'industrie pornographique à New York au début des années 1970. Les thèmes abordés portent également sur l'épidémie de drogue, la prostitution et l'explosion de l'immobilier à cette période. Le titre de la série vient du surnom de la 42e rue de Manhattan entre la Septième Avenue et la Huitième Avenue,.
En France et en Suisse, cette série est diffusée sur OCS depuis le 11 septembre 2017, et au Québec depuis le 6 octobre 2017 à Super Écran.

## Synopsis
Dans la ville de New York des années 1970 et 1980, la violence et les méfaits de la drogue empirent. Les frères jumeaux Vincent et Frankie Martino font face à la mafia qui sévit à Times Square, lieu où vit également Candy, une prostituée qui se tourne vers l'industrie naissante de la pornographie. La première saison se déroule entre 1971 et 1972, tandis que la deuxième saison débute cinq ans plus tard, en 1977 et se termine à l'été 1978. La troisième saison se déroule entre 1984 et 1985.

## Distribution

### Acteurs principaux

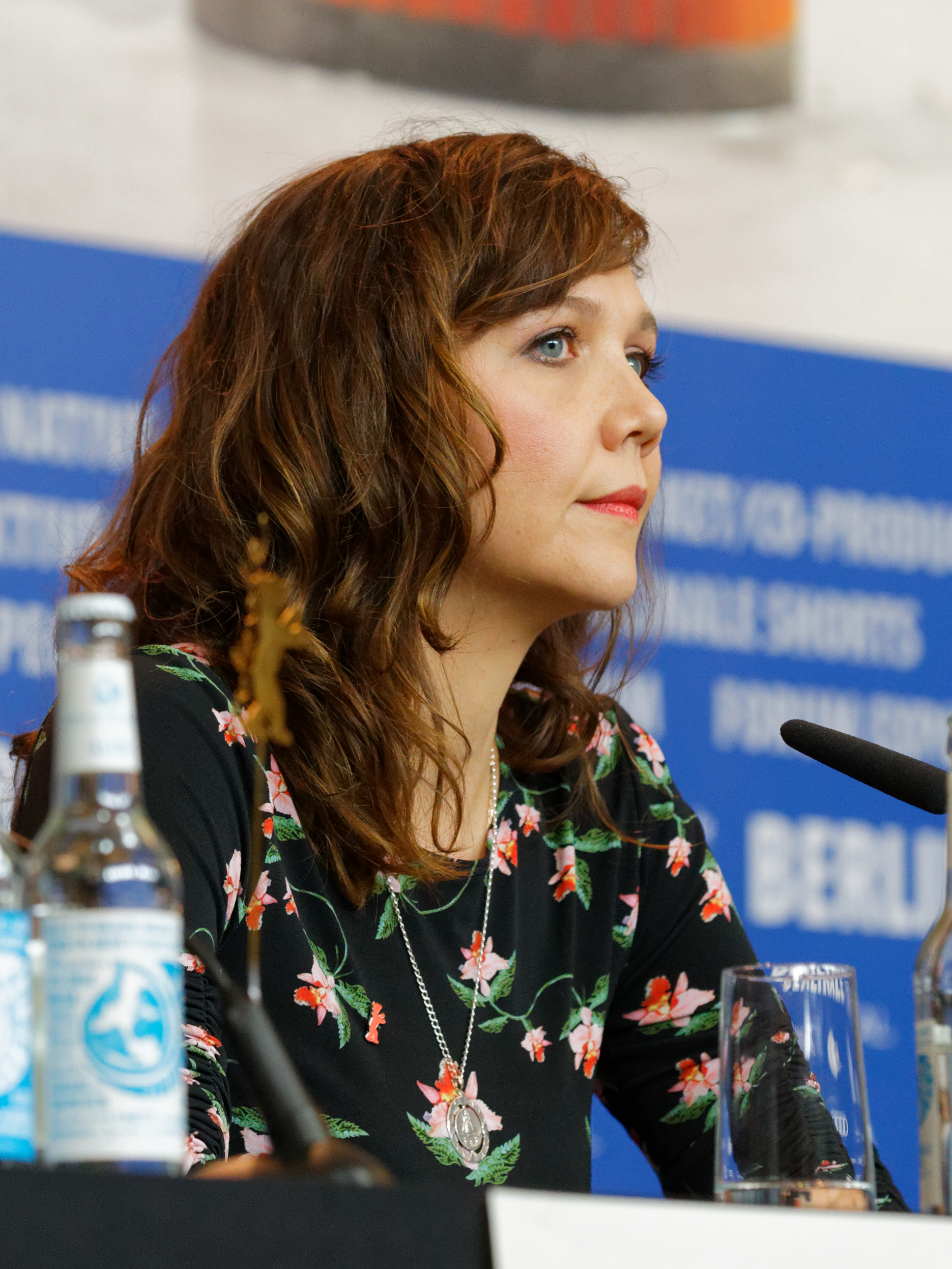
L'actrice principale Maggie Gyllenhaal, l'année de lancement de la série.

- James Franco (VF : David Krüger) : Vincent Martino et Frankie Martino, frères jumeaux vivant à Times Square[4]
- Maggie Gyllenhaal (VF : Nathalie Bienaimé) : Eileen « Candy » Merrell[5]
- Gbenga Akinnagbe (VF : Mike Fédée) : Larry Brown, un mac[6]
- Chris Bauer (VF : Gilles Morvan) : Bobby Dwyer, beau-frère de Vincent et Frankie Martino[6]
- Gary Carr (VF : Diouc Koma) : C.C[7] (saisons 1 et 2)
- Chris Coy (VF : Donald Reignoux) : Paul Hendrickson[8]
- Dominique Fishback (VF : Manon Azem (saison 1) puis Corinne Wellong (saisons 2-3)) : Donna dite Darlene, une jeune prostituée[9]
- Lawrence Gilliard, Jr. (VF : Bertrand Nadler) : Chris Alston, un policier du NYPD[9]
- Margarita Levieva (VF : Anne Tilloy) : Abigail « Abby » Parker, une étudiante[9]
- Emily Meade (VF : Esther Moreau) : Lori Madison[4]
- Natalie Paul (en) (VF : Ludivine Maffren) : Sandra Washington, une journaliste de presse écrite qui enquête sur les réseaux du sexe à Times Square[10] (saison 1)
- Michael Rispoli (VF : Patrick Poivey) : Rudy Pipilo, un exécutant de la mafia locale autour de la prostitution[10]
- Luke Kirby (VF : Damien Ferrette) : Gene Goldman (saison 2)
- Jamie Neumann (VF : Lydia Cherton) : Dorothy « Ashley » Spina[7] (saison 2, récurrent saison 1)
- David Krumholtz (VF : Marc Saez) : Harvey Wasserman[11] (saison 3, récurrent saisons 1 et 2)
- Daniel Sauli (VF : Yann Guillemot) : Tommy Longo (saison 3, récurrent saisons 1 et 2)
- Olivia Luccardi (VF : Aurélie Konaté) : Margaret « Melissa » Ross (saison 3, récurrente saisons 1 et 2)
- Sepideh Moafi (VF : Anne-Charlotte Piau) : Loretta (saison 3, récurrente saisons 1 et 2)

### Acteurs récurrents
- Pernell Walker (VF : Marie Bouvier) : Ruby « Thunder Thighs / Maxi Cuisses »
- Don Harvey (VF : Thibaut Lacour) : Danny Flanagan[7]
- Mustafa Shakir (en) (VF : Eilias Changuel) : Big Mike, un solitaire musclé qui devient un ami de Vincent[8]
- Anwan Glover (VF : Mohad Sanou) : Leon[4]
- Kim Director : Leila « Shay » Brodie
- Ralph Macchio (VF : Emmanuel Gradi) : Officier Haddix[12]
- Zoe Kazan[13] : Andrea, la femme de Vincent
- Garry Pastore (en) : Matthew Ianniello (en), un des chefs de la mafia de la famille Genovese qui règne sur la pornographie dans les années 1970 et 1980
- Gino Vento : Carlos, chauffeur et garde du corps de Rudy Pipilo
- Aaron Dean Eisenberg (VF : Marc Arnaud) : Todd Lang, un acteur
- Method Man : Rodney, un mac
- Kayla Foster : Barbara
- Roberta Colindrez : Irene
- Matthew James Ballinger : Gentle Richie, un mac
- James Ciccone (en) (VF : Jean-Loup Horwitz) : Carmine Patriccia
- Calvin Leon Smith (VF : Françoua Garrigues) : Reggie « Reg » Winhorn
- Tariq Trotter (VF : Asto Montcho) : Reggie Love, un mac
- Finn Robbins : Adam, fils de Eileen « Candy » Merrell
- Michael Gandolfini : Joey Dwyer

## Production
Le tournage du pilote débute en octobre 2015. Un développement en série fut décidé en janvier 2016. La première saison comprend huit épisodes. HBO met le pilote à disposition sur son service de vidéo à la demande le 25 août 2017,,.
Le 19 septembre 2017, HBO a renouvelé la série pour une seconde saison.
Le 20 septembre 2018, la série est renouvelée pour une troisième saison, qui sera la dernière.
Dans la série, l'actrice Emily Meade joue le rôle d'une prostituée qui s'oriente vers l'industrie de la pornographie. Emily Meade demande une coordinatrice d'intimité pour préparer les scènes sexuelles. HBO qui produit plusieurs séries basées sur ce type de scènes, met en place ce nouveau métier pour toutes ses productions. Netflix et la BBC font de même.

## Épisodes

### Première saison (2017)
Cette saison de huit épisodes est diffusée depuis le 10 septembre 2017.
| no | Titre                                         | Réalisation       | Scénario                                     | Diffusion US                                    |
| -- | --------------------------------------------- | ----------------- | -------------------------------------------- | ----------------------------------------------- |
| 1  | Pilote Pilot                                  | Michelle MacLaren | David Simon & George Pelecanos               | 25 août 2017 (en ligne) 10 septembre 2017 (HBO) |
| 2  | Montrez patte blanche ! Show and Prove        | Ernest Dickerson  | Richard Price & George Pelecanos             | 17 septembre 2017                               |
| 3  | Une question de principe The Principle Is All | James Franco      | David Simon & Richard Price                  | 24 septembre 2017                               |
| 4  | Une opportunité en or I See Money             | Alex Hall         | George Pelecanos & Lisa Lutz                 | 1er octobre 2017                                |
| 5  | Quel genre d'emmerdes ? What Kind of Bad?     | Uta Briesewitz    | Richard Price, Will Ralston & Chris Yakaitis | 8 octobre 2017                                  |
| 6  | Pourquoi moi ? Why Me?                        | Roxann Dawson     | Richard Price & Marc Henry Johnson           | 15 octobre 2017                                 |
| 7  | Bordel de bordel ! Au Réservoir               | James Franco      | David Simon & Megan Abbott                   | 22 octobre 2017                                 |
| 8  | Je m'appelle Ruby My Name Is Ruby             | Michelle MacLaren | David Simon & George Pelecanos               | 29 octobre 2017                                 |

### Deuxième saison (2018)
Cette saison de neuf épisodes est diffusée depuis le 9 septembre 2018.
| no | Titre                                                                | Réalisation         | Scénario                            | Diffusion US      |
| -- | -------------------------------------------------------------------- | ------------------- | ----------------------------------- | ----------------- |
| 1  | Notre raison d'être Our Raison d'Être                                | Alex Hall           | David Simon & George Pelecanos      | 9 septembre 2018  |
| 2  | C'est tout un art There's an Art to This                             | Alex Hall           | Richard Price                       | 16 septembre 2018 |
| 3  | Sept cinquante Seven-Fifty                                           | Steph Green (en)    | Chris Yakaitis                      | 23 septembre 2018 |
| 4  | De grandes ideés What Big Ideas                                      | Uta Briesewitz      | Anya Epstein                        | 30 septembre 2018 |
| 5  | Tu ne dévoreras que des cannibales All You'll Be Eating is Cannibals | Zetna Fuentes (en)  | Richard Price & Carl Capotorto (en) | 7 octobre 2018    |
| 6  | On est tous des animaux We're All Beasts                             | Susanna White       | Megan Abbott & Stephani DeLuca      | 14 octobre 2018   |
| 7  | Le Côté féministe The Feminism Part                                  | Tricia Brock        | Will Ralston                        | 21 octobre 2018   |
| 8  | Personne ne va dérouiller Nobody Has to Get Hurt                     | Tanya Hamilton (en) | George Pelecanos                    | 28 octobre 2018   |
| 9  | Au-delà du masque Inside the Pretend                                 | Minkie Spiro        | David Simon                         | 4 novembre 2018   |

### Troisième saison (2019)
Cette dernière saison de huit épisodes est diffusée depuis le 9 septembre 2019.
| no | Titre                                                      | Réalisation    | Scénario                       | Diffusion US      |
| -- | ---------------------------------------------------------- | -------------- | ------------------------------ | ----------------- |
| 1  | La caméra vous adore The Camera Loves You                  | Alex Hall      | David Simon & George Pelecanos | 9 septembre 2019  |
| 2  | Morta di Fame                                              | Susanna White  | Carl Capotorto                 | 16 septembre 2019 |
| 3  | Personne n'est normal Normal Is a Lie                      | Tanya Hamilton | Iturri Sosa                    | 23 septembre 2019 |
| 4  | Elles ne rentrent jamais chez elles They Can Never Go Home | James Franco   | Will Ralston                   | 30 septembre 2019 |
| 5  | On n'a qu'une famille You Only Get One                     | Roxann Dawson  | Chris Yakaitis                 | 7 octobre 2019    |
| 6  | Histoire de confiance This Trust Thing                     | James Franco   | Stephani DeLuca                | 14 octobre 2019   |
| 7  | Fin de journée That's a Wrap                               | Alex Hall      | David Simon & George Pelecanos | 21 octobre 2019   |
| 8  | Jusqu'au bout Finish It                                    | Roxann Dawson  | David Simon & George Pelecanos | 28 octobre 2019   |

## Réception critique
The Deuce a reçu de très bonnes critiques. Sur Metacritic, la série obtient un score de 82 sur 100 basé sur cinq critiques. Sur Rotten Tomatoes, la série obtient 100% d'approbation avec une moyenne de 8.62 sur 10 basée sur sept critiques.
Daniel Fienberg du journal The Hollywood Reporter lui donne une très bonne critique, louant l'ensemble de la distribution. Charles Bramesco du Guardian lui donne 5 étoiles.